# بی‌طرفی مسلحانه
بی‌طرفی مسلحانه (انگلیسی: Armed neutrality) این اصطلاح به خط مشی‌های یک دولت در زمان جنگ یا یک بحران بین‌المللی اطلاق می‌شود. بدین معنا که در صورت بروز چنین بحرانی دولت بی‌طرف سعی می‌کند تا از درگیری عملی نیروهای مسلح خود در مسئله اجتناب ورزد. با این حال این حق را برای خود محفوظ نگه‌می‌دارد تا در موارد مقتضی از منابع و تمامیت ارضی خود در برابر دولت‌های متحارب به دفاع برخیزد.